# (11608) 1995 WU4
1995 دابليو يو 4 (ويعرف أيضًا باسم (11608) 1995 دابليو يو 4 وفق تسمية الكوكب الصغير) (بالإنجليزية: 1995 WU4)‏ هو كويكب ضمن حزام الكويكبات؛ وترتيبه 11608 من حيث الاكتشاف.
اكتُشف هذا الجُرم الفلكي بواسطة تاكيشي أوراتا ‏ في 18 نوفمبر 1995.

## وصلات خارجية
- (11608) 1995 WU4 في قاعدة بيانات مختبر الدفع النفاث لأجرام النظام الشمسي الصغيرة

- الاكتشاف · مخطط المدار ·  العناصر المدارية · المعلمات المادية

- (11608) 1995 WU4 على موقع ويكي سكاي: DSS2, SDSS, GALEX, IRAS, Hydrogen α, X-Ray, Astrophoto, Sky Map, Articles and images